# Бабій Ольга Михайлівна
О́льга Миха́йлівна Бабі́й (нар. 14 серпня 1955, Коломия) — українська журналістка, поетеса. Заслужена журналістка України. Генеральна директорка Івано-Франківського обласного телебачення «Галичина» (від часу заснування і до грудня 2016 року). Повний кавалер ордена княгині Ольги. Членкиня Національної спілки журналістів України (1975), Національної спілки письменників України.

## Освіта
Закінчила Коломийську середню школу № 1 імені Василя Стефаника, де отримала за успішне навчання золоту медаль (1972). Вищу освіту здобула на факультеті журналістики Київського державного університету ім. Т. Г. Шевченка.

## Кар'єра
Ольга Михайлівна Бабій стояла біля джерел створення першого на Прикарпатті обласного телебачення «Галичина».
У журналістиці працює з 1972 року. Пройшла шлях від позаштатного кореспондента Коломийської міськрайонної газети «Червоний прапор» до генерального директора Івано-Франківського обласного телебачення «Галичина». У 1986 р. — разом з ліквідаторами Чорнобильської аварії на Житомирщині. Восени з однодумцями започатковує (в радянський час!) часопис нового типу — газету «Агро». Упродовж 1988—1989 рр. активно працює в організації Товариства української мови імені Тараса Шевченка, осередків Народного Руху України. Освітлює перший фестиваль «Червона рута» у Чернівцях. Пише про перші демократичні вибори до органів місцевого самоврядування. У 1990 р. ініціює та створює перше обласне телебачення Прикарпаття «Галичина», яким керує беззмінно уже 25 років. Засноване першою демократично обраною обласною радою Івано-Франківщини, ОТБ «Галичина» стало прототипом суспільного телебачення.
Ольга Бабій — депутат багатьох скликань обласної та міської ради та провідний журналіст, працює як репортер, нарисовець, аналітик, бере інтерв'ю. Десятки репортажів присвячені Помаранчевій революції та Революції Гідності, освітлює події з Півдня України та зони АТО.

## Творчість
Авторка публіцистичних нарисів, драматичних творів, статей.
Плідно співпрацює з товариством «Просвіта». У творчому доробку також ліричні вірші і драматичні поеми. Ольга Михайлівна — член Національної спілки письменників України, авторка поетичних збірок «Мить на долоні» (1990), «Крізь простір і час» (2001), «Нерон» 2003, «Батурин» (2008, 2014).

## Громадська діяльність
Депутат Івано-Франківської обласної ради.
Була серед засновників перших осередків Товариства української мови, Народного Руху на Прикарпатті, Собору Духовної України. Активістка Всеукраїнського благодійного фонду «Журналістська ініціатива». Очільниця редакції письменницького журналу «Перевал».

## Особисте життя
Вийшла заміж за інженера-конструктора Степана Степановича Бабія, виховала двох доньок. Оксана — лікар, Уляна — юрист. У родині — п'ятеро онуків: Нестор, Северин, Устим, Емілія, Костянтин.

## Нагороди
- Орден «За заслуги» 3-го ступеня (2008)[4]
- Орден княгині Ольги трьох ступенів (2001[5], 2005[6], 2016[7])
- Почесне звання «Заслужений журналіст України» (1998)[8]
- Лауреат обласних премій імені В. Стефаника, І. Франка та Б. Бойка.

Нагороджена орденом архістратига Михаїла УПЦ Київського патріархату та срібною медаллю Української греко-католицької церкви, відзнакою НСЖУ «Зірка української журналістики» та ін.